# 陶隆弘
陶 隆弘（すえ たかひろ）は、戦国時代の武将。大内氏家臣。陶氏の一族。父は陶隆康。弟に宇野元弘。

## 生涯
陶隆康の子として生まれ、大内義隆に仕える。
天文20年（1551年）、一族の陶隆房（後の陶晴賢）ら、大内氏の武断派はついに反乱を起こし、隆房は主君・義隆を討つべく居城の富田若山城から兵を進めた。隆弘は父に従い主君・義隆を守るべく護衛についた。
陶隆房の侵攻を知った義隆は大内氏館・築山館を出て、多少でも防戦に有利な山麓の法泉寺に退いて防備を固めたが、法泉寺の義隆軍は逃亡兵が相次いだことから、義隆は山口を放棄して長門国に逃亡。同年8月28日に隆康は嫡男・隆弘と共に法泉寺において殿を務め戦死した。